# São Gonçalo do Piauí
São Gonçalo do Piauí este un oraș în Piauí (PI), Brazilia.